# Europäisches Währungsinstitut
Das Europäische Währungsinstitut (EWI) war eine Institution der Europäischen Union. Es wurde 1994 zu Beginn der 2. Stufe der Europäischen Wirtschafts- und Währungsunion gegründet.
Es löste den Ausschuss der Zentralbankpräsidenten ab und war die Vorgängerinstitution der 1998 gegründeten Europäischen Zentralbank (EZB). Die Aufgaben des Instituts waren die Verstärkung der Zusammenarbeit der nationalen Zentralbanken, eine stärkere Koordinierung deren Geldpolitik und die Durchführung der Vorarbeiten für die Errichtung des Europäischen Systems der Zentralbanken (ESZB), für die Durchführung einer einheitlichen Geldpolitik und für die Schaffung der einheitlichen Währung.